# Marcell Nemes

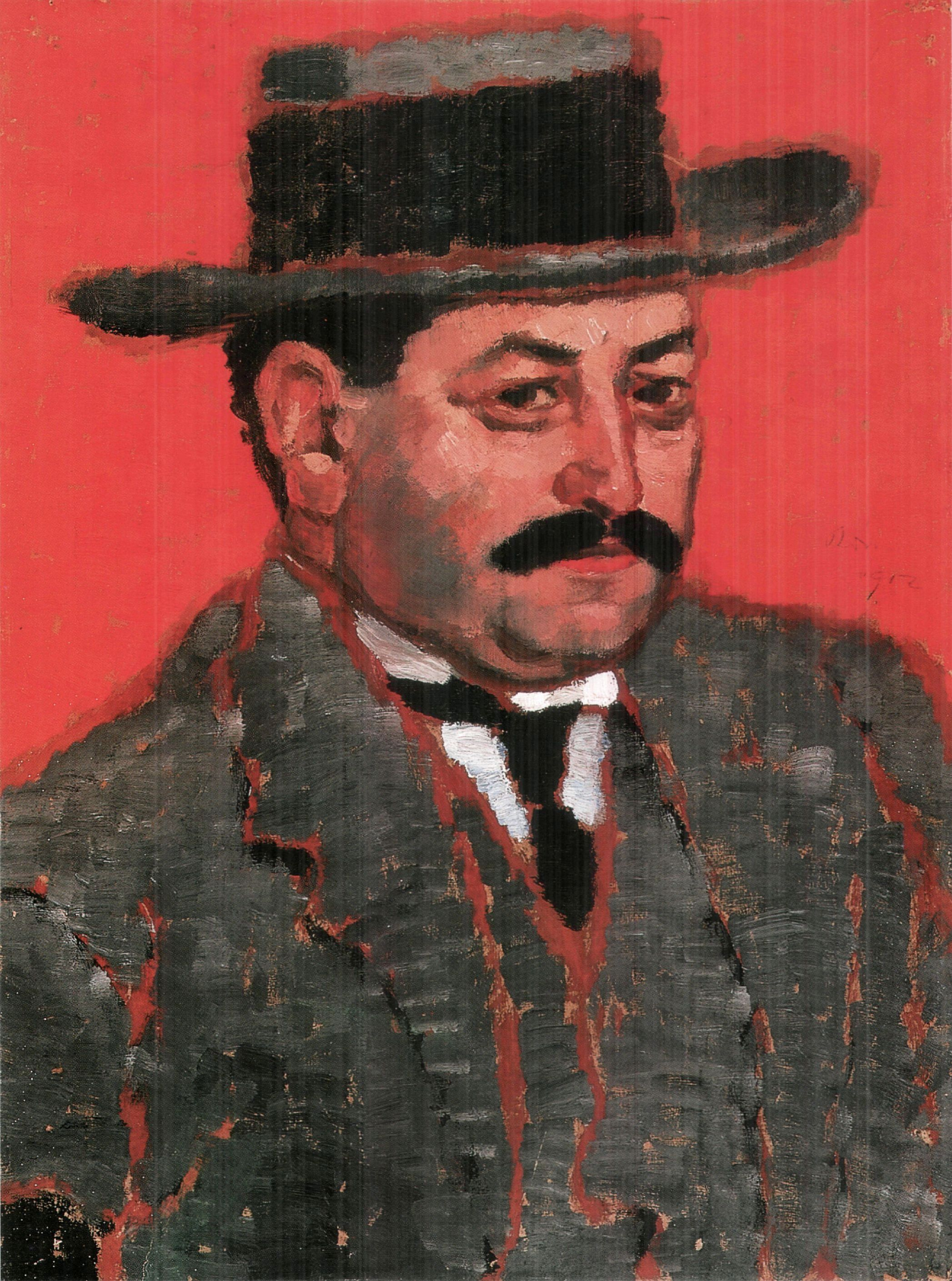
József Rippl-Rónai: Porträt Marcell Nemes (1912)

Marcell Nemes, auch Marczell Nemes, (* 4. Mai 1866 in Jánoshalma, Kaisertum Österreich als Moses Klein; † 28. Oktober 1930 in Budapest) war ein ungarischer Finanzmagnat, Kunstsammler und Kunstmäzen.

## Leben
Nemes’ Vorfahren betrieben seit den 1830er Jahren in Transsylvanien ein Geschäft im Woll- und Tabakhandel, das bis zum Ende des 19. Jahrhunderts auf den Holz- und Kohlenhandel und auf Finanzgeschäfte ausgeweitet wurde. Marcell Nemes hatte seinen Namen magyarisiert, er wurde auf Grund seiner wirtschaftlichen Erfolge im Jahr 1903 zum königlich ungarischen Rat ernannt und 1908 als Edler von Janoshalma geadelt.
Neben seinen geschäftlichen Tätigkeiten befasste er sich ungefähr ab den 1890er Jahren als „marchand amateur“ mit der Kunst. Nemes’ besondere Sammlerleidenschaft galt gewebten Stoffen aus der Renaissance, daneben sammelte er auch Möbel, Plastiken und alte Gemälde des holländischen und flämischen 17. Jahrhunderts, aber auch Gemälde von Zeitgenossen, insbesondere der französischen Malerei des 19. Jahrhunderts von Eugène Delacroix bis Vincent van Gogh. Nemes wurde zu einem der Wiederentdecker El Grecos, indem er dessen Bilder teilweise eigenhändig in Spanien aufstöberte und seiner Sammlung hinzufügte. Seine Käufe fußten auf den kunsthistorischen Vorarbeiten Julius Meier-Graefes und auf der Zuarbeit Pariser und Münchner Kunsthändler. So erstand er in der 1911 von August Liebmann Mayer aufgestellten Ausstellung altspanischer Kunst der Münchener Galerie Heinemann Grecos Unbefleckte Empfängnis und eine Kreuztragung Christi.
Seine Gemäldesammlung, die etwa achtzig Werke umfasste, wurde anlässlich einer ersten Präsentation 1910 im Budapester Szépművészeti Múzeum, u. a. in den Zeitschriften Der Cicerone, Zeitschrift für bildende Kunst, im Pester Lloyd und in der gerade erst gegründeten ungarischen Zeitschrift Nyugat besprochen. Eine kleine Auswahl von impressionistischen Gemälden, Bilder von Künstlern wie Jean-Baptiste Camille Corot, Édouard Manet, Gustave Courbet und Edgar Degas, dazu das 1909 erworbene Bild Paul Cézannes Der Knabe mit der roten Weste gemeinsam mit alten Meistern wie Philips Koninck, Abraham van Beijeren und Peter Paul Rubens brachte er im Juni 1911 nach München.
In der vom Münchener Museumsleiter Hugo von Tschudi organisierten Hängung fachten die ausgestellten acht Bilder El Grecos das „El-Greco-Fieber“ unter den deutschen jungen Künstlern wie Max Beckmann, Oskar Kokoschka, Max Oppenheimer oder Ludwig Meidner und auch unter Mitgliedern der Künstlergruppe Der Blaue Reiter wie August Macke, Franz Marc und Albert Bloch weiter an, während der etablierte Kunstbetrieb die aus nur 36 Bildern bestehende Schau in der Alten Pinakothek nach Franc Marcs Worten „höchstens wie eine neue Modeauslage besah“ und erleichtert aufatmete, „wenn die gefährliche Sammlung weg ist, ohne daß man etwas davon behalten mußte“. Eine von Marc außerdem beabsichtigte Rezension der Münchner Ausstellung im Almanach „Der Blaue Reiter“ erschien nicht. Auch das Vorwort Tschudis zur Münchner Nemes-Ausstellung hätte gemäß Kandinskys Vorschlag im Almanach erscheinen sollen. In diesem programmatischen Vorwort (und gleichzeitigem Vermächtnis) hatte Tschudi auch das große Verdienst Nemes’ als eines neuen Sammlertyps hervorgehoben, der durch die einfache Nebeneinanderrückung der Werke El Grecos mit den französischen Impressionisten viel zum Verständnis der malerischen Probleme beitragen konnte. Vom Königreich Bayern erhielt Nemes Ende 1911 im Gegenzug für die Stiftung zweier Courbet-Gemälde den Verdienstorden vom Heiligen Michael. In der Städtischen Kunsthalle Düsseldorf konnte Nemes 1912 dann 122 Gemälde zeigen, und diese entfalteten auch dort eine starke Wirkung. Nemes’ Bilder hätten auch noch in Köln und Berlin gezeigt werden sollen, aber er musste wiederholt Gemälde aus finanziellen Gründen veräußern.
Bereits Ende 1911 übernahm der Mannheimer Unternehmer Karl Lanz von ihm 40 Gemälde alter Meister. Auch 1913 war Nemes auf Liquidität angewiesen und verkaufte nun den Großteil seiner Sammlung über den Pariser Kunsthandel, nachdem er erfolglos den Düsseldorfern für sechs Millionen Mark zehn El Grecos und 112 alte Meister und moderne Maler angeboten hatte. In der Pariser Versteigerung in der Galerie Manzi kamen u. a. zwölf El Greco, zehn Courbet, vier Manet, sechs Renoir und sechs Cézanne unter den Hammer. Allein für Cézannes Bild des Knaben mit der roten Weste zahlte dort der Wuppertaler Unternehmer Gottlieb Friedrich Reber 56.000 Francs. Das seinerzeit schon umstrittene, noch Rembrandt van Rijn zugeschriebene Porträt des Vaters wurde für 516.000 Francs versteigert, Tintorettos Ehebrecherin erzielte 240.000 Francs, eine Unbefleckte Empfängnis El Grecos 155.000 Francs, Die Heilige Familie mit der Fruchtschale 173.000 Francs, insgesamt aber erschienen dem Berichterstatter im Cicerone, Georg Biermann, die Auktionsergebnisse enttäuschend.
Nach dem Ersten Weltkrieg floh Nemes während der ungarischen Revolutionswirren aus Budapest und ließ sich in den 1920er Jahren dauerhaft im Haus Leopoldstraße 10 in München nieder. 1921, bei fortgeschrittener Inflation, kaufte Nemes das Schloss Tutzing für 800.000 Mark. Unter ihm erlebten Schloss und Park eine glanzvolle Renovierung. Bei einem Venedig-Aufenthalt kaufte er 1924 den unfertigen Palazzo Venier dei Leoni am Canal Grande, die Aufrichtung des Palazzo über den vorhandenen Gebäudestumpf hinaus verfolgte er ebenso wenig wie die Vorbesitzerin Luisa Casati und die spätere Besitzerin Peggy Guggenheim.
1924 erwarb Oskar Reinhart ein Bild von Francisco Goya von Nemes, 1928 wurden wieder Teile einer erneut umfangreichen Sammlung in Amsterdam veräußert. Oskar Kokoschka porträtierte Nemes 1928 zwei Jahre vor dessen Tod; damals hatte er in seiner großen Sammlung immer noch ein Gemälde El Grecos, aber vor allem noch seine gesammelten Stoffe.
Schon zu seinen Lebzeiten wurde in Ungarn ein „Marcell-Nemes-Preis“ ausgelobt, der, mit kriegsbedingter Unterbrechung, bis 1946 vergeben wurde.

### Orte

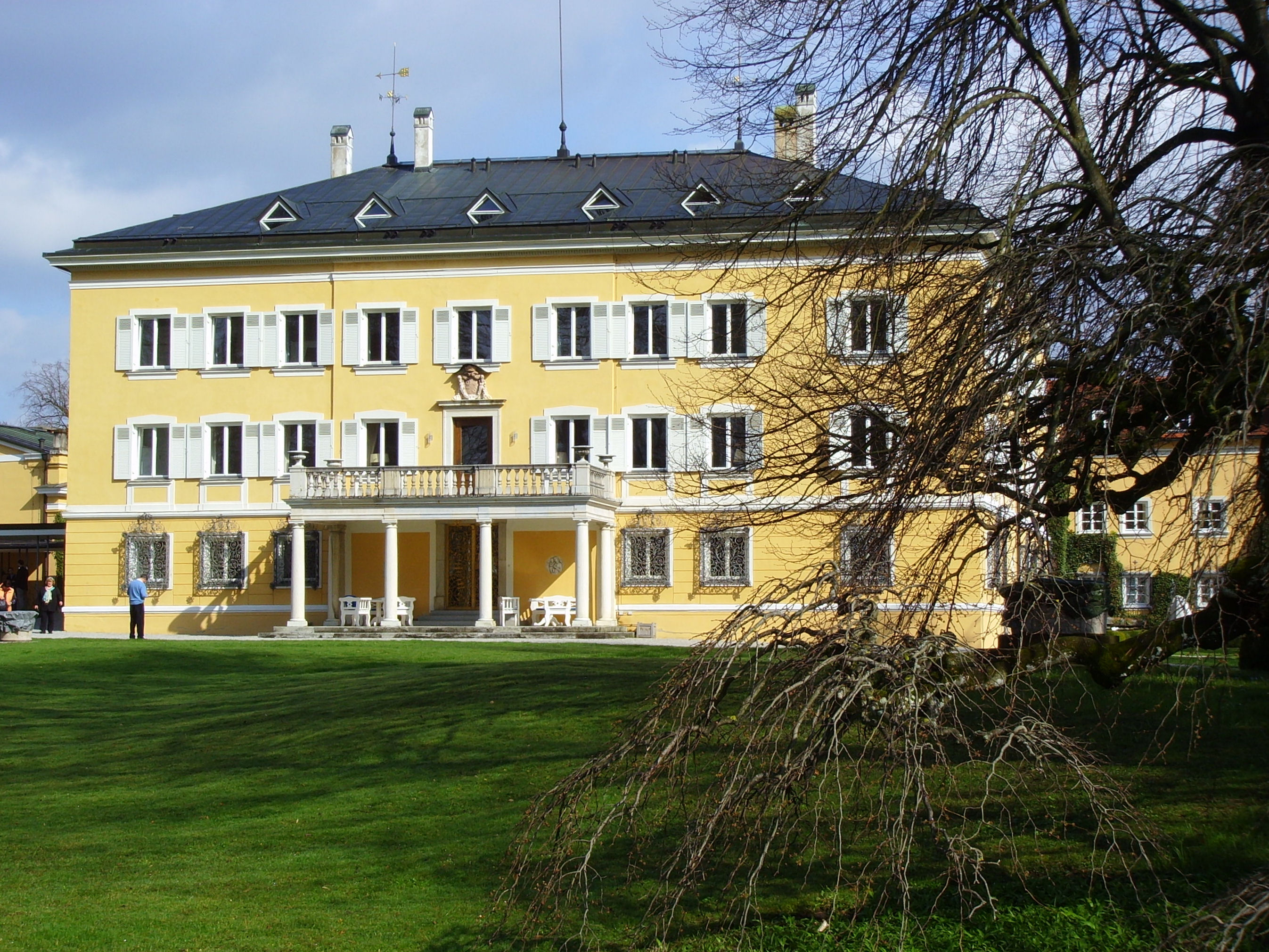
Nemes besaß ab 1921 das Schloss Tutzing
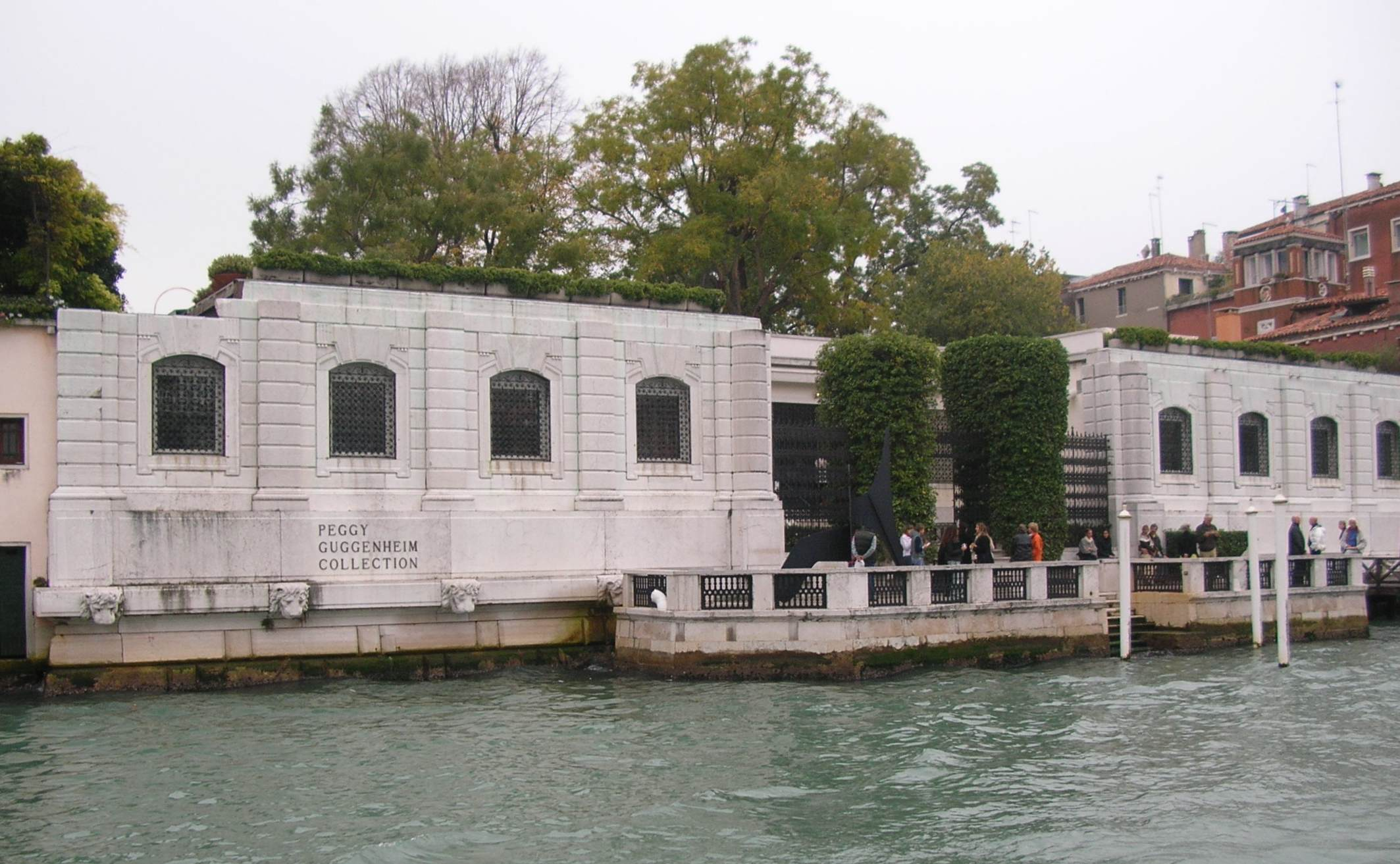
Nemes besaß ab 1924 in Venedig den Palazzo Venier dei Leoni
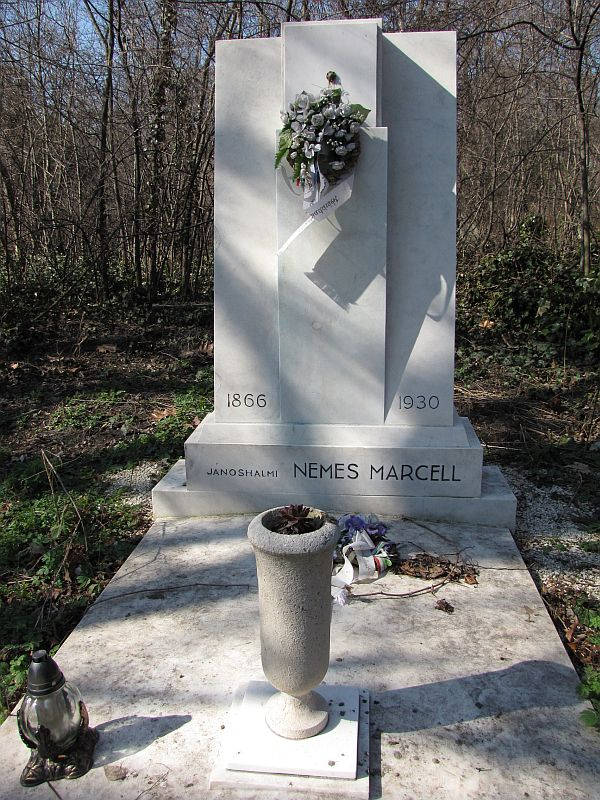
Nemes’ Grab auf dem Kerepesi temető in Budapest, Grabmal von Zsigmond Kisfaludi Strobl

### Gemälde in der Sammlung Nemes

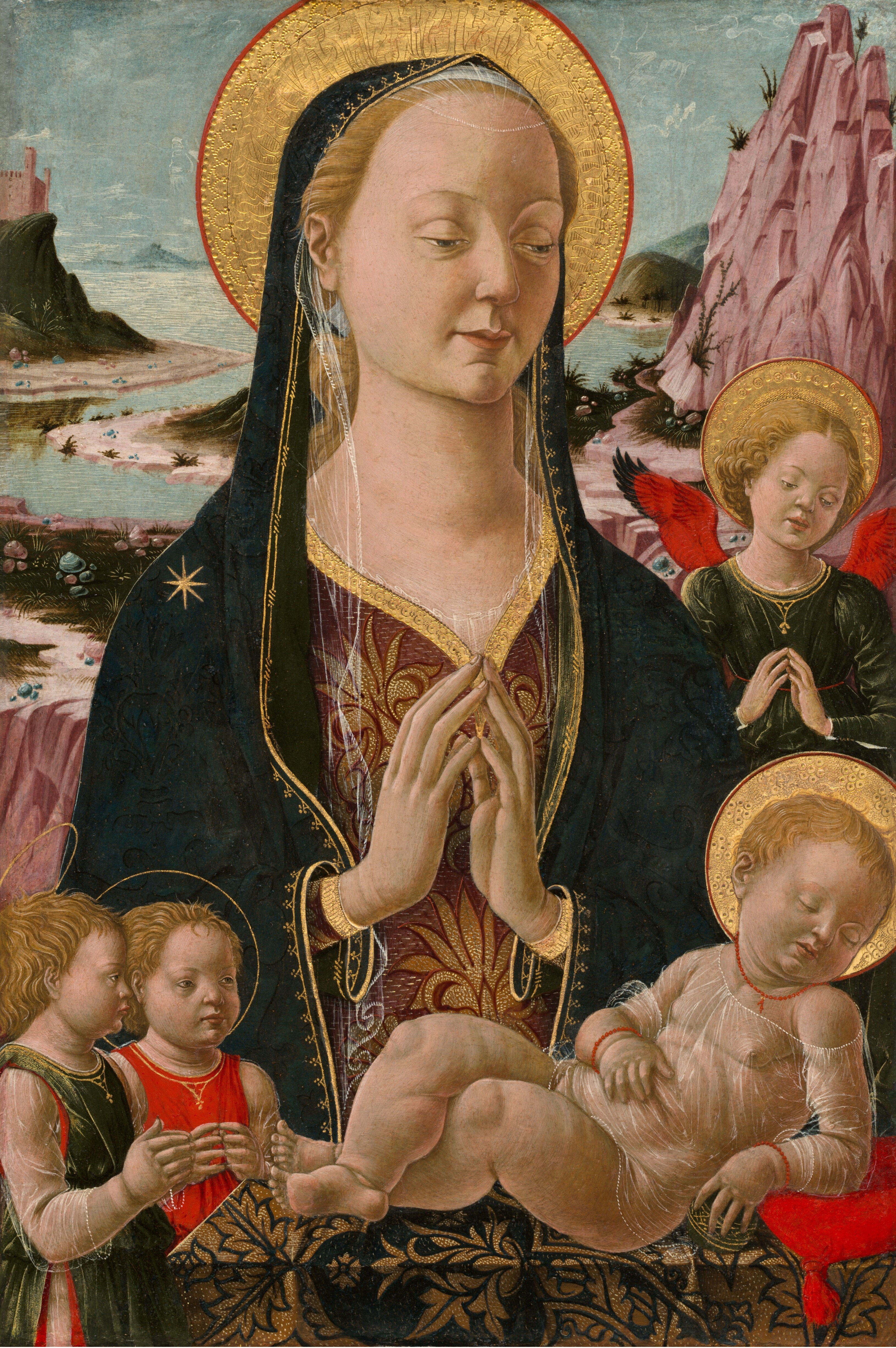
Anonym (Ferrara): Madonna mit Kind (ca. 1455)
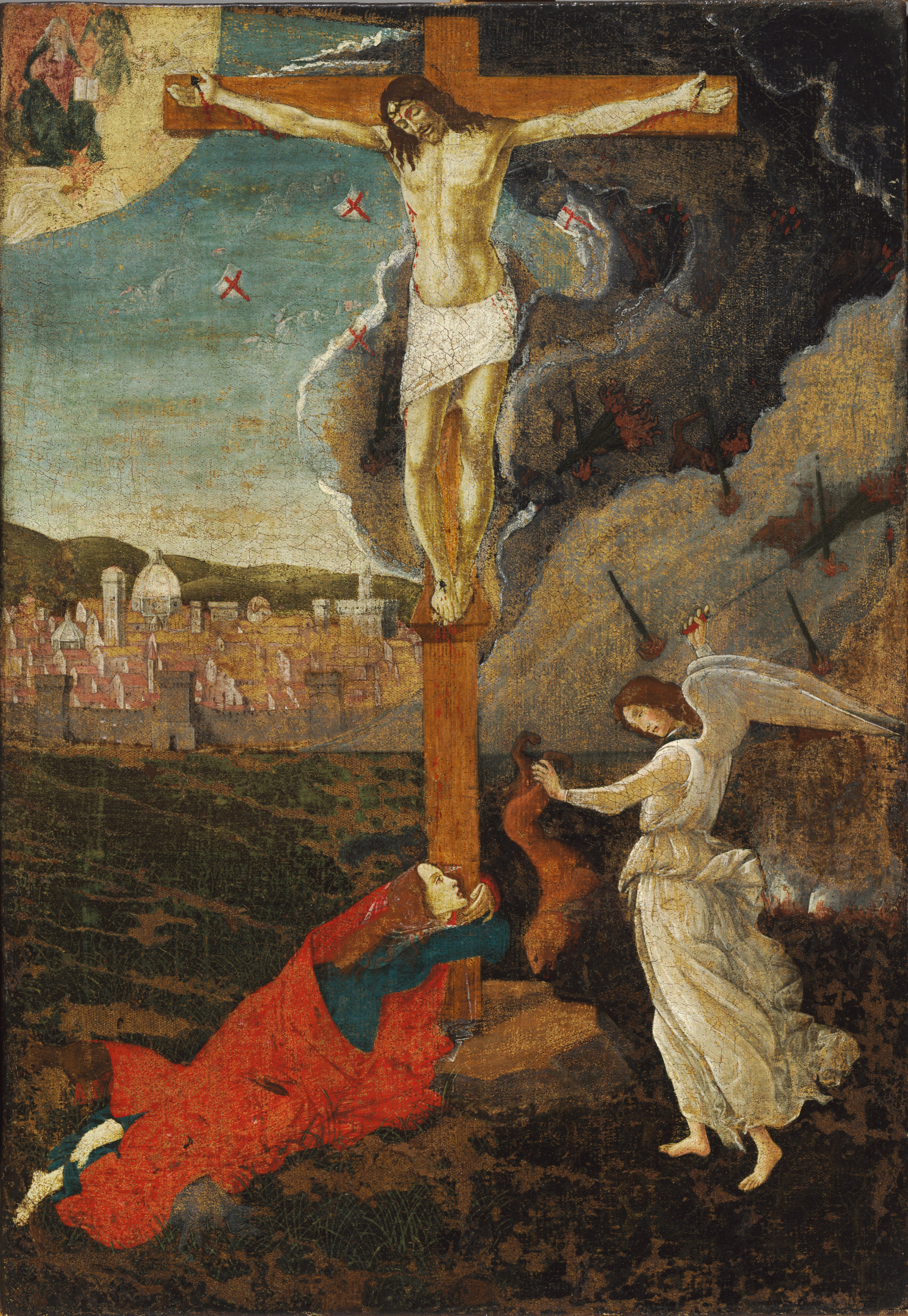
Sandro Botticelli: Mystische Kreuzigung (1497–1500)
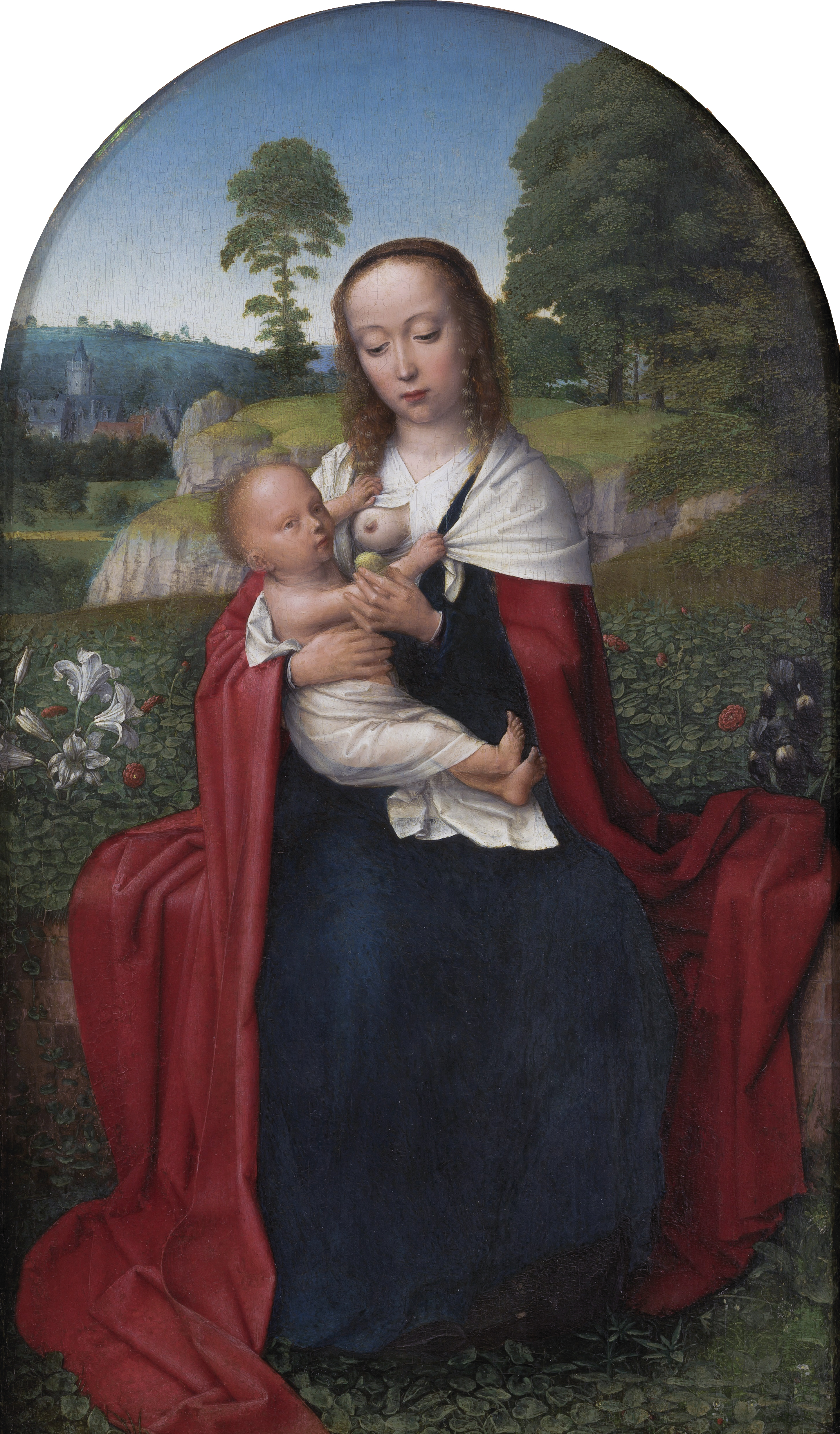
Gerard David: Maria mit Kind in einer Landschaft (ca. 1520)
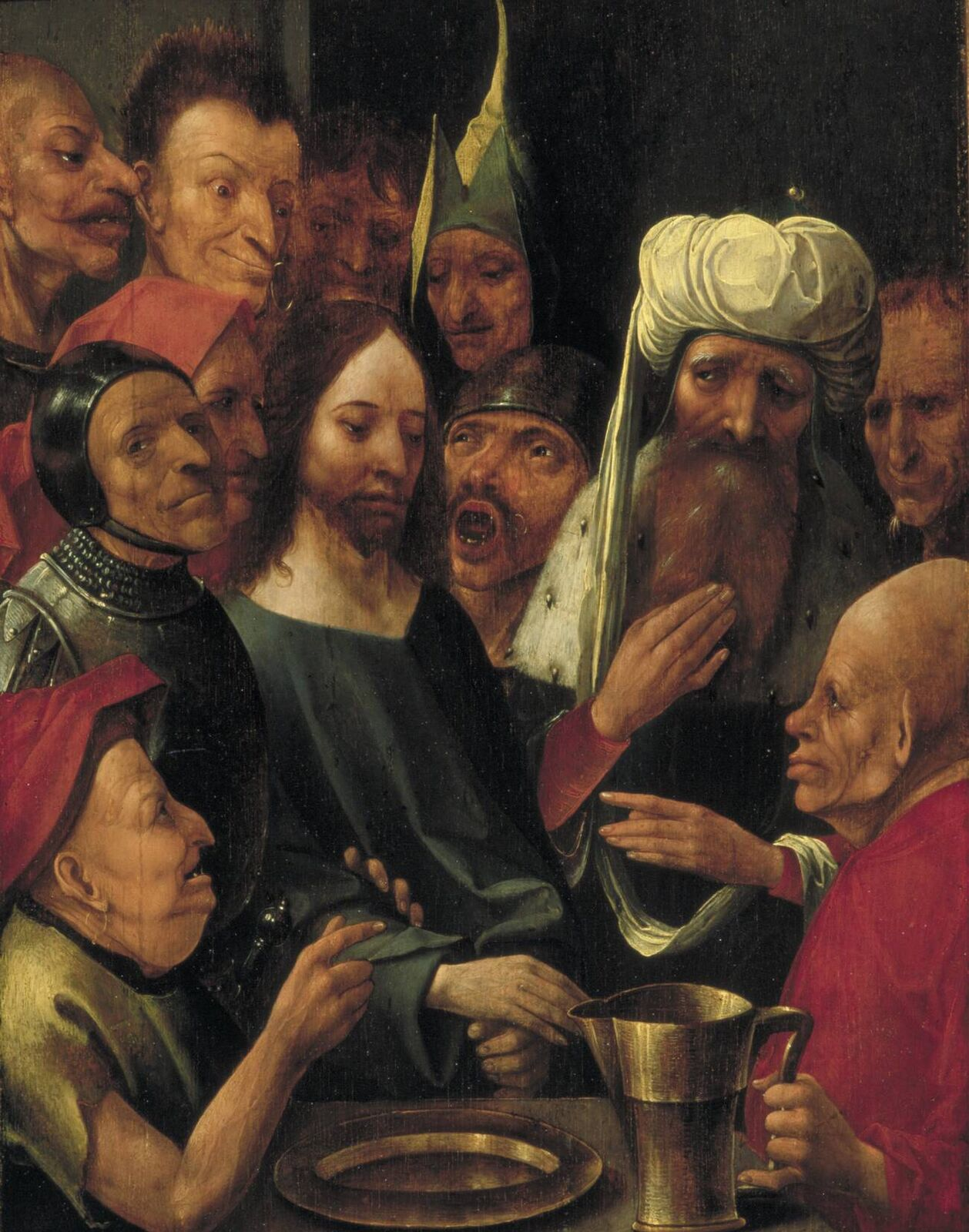
Hieronymus Bosch: Christus vor Pilatus (1520–1530)
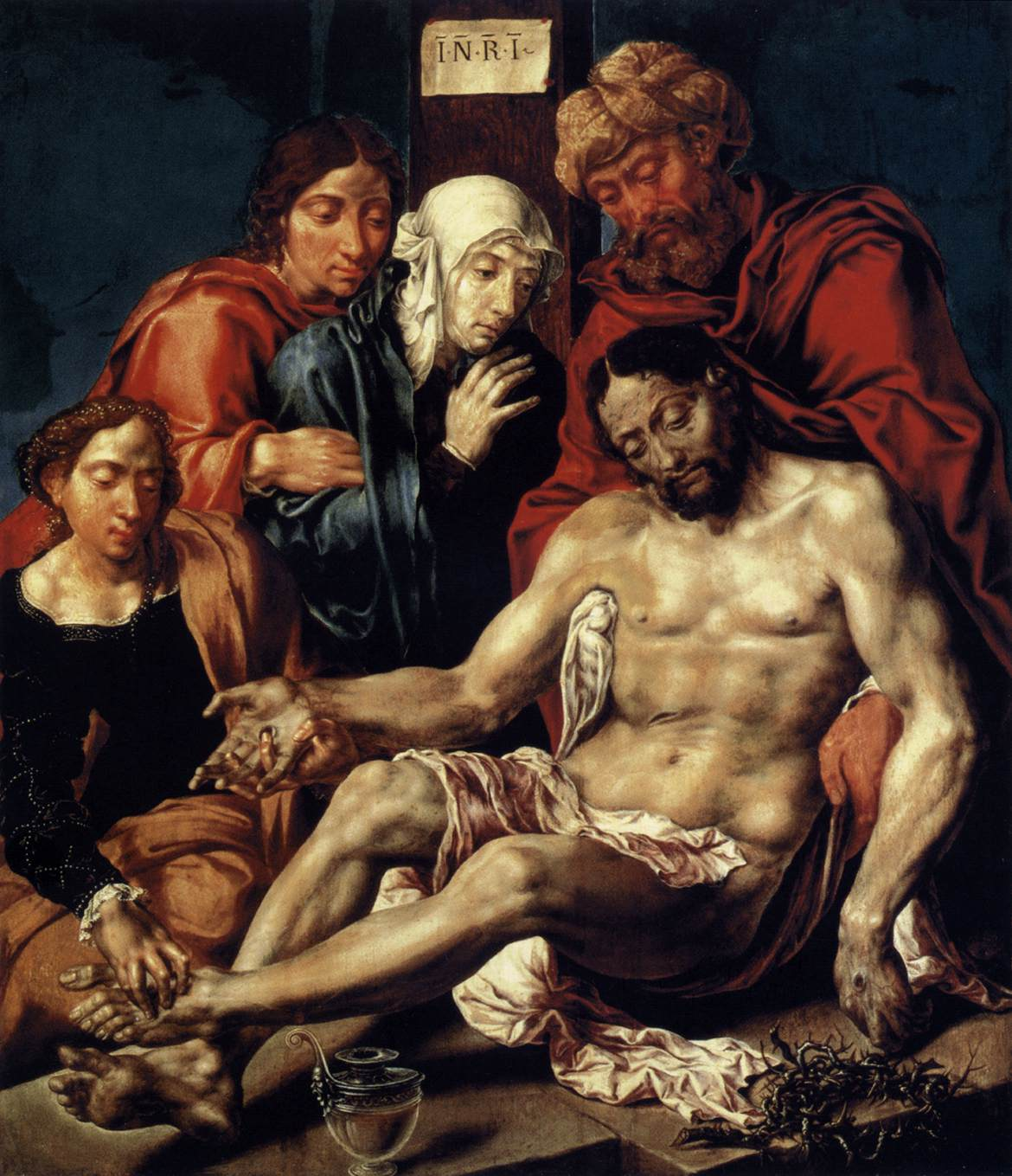
Maerten van Heemskerck: Beweinung Christi (1540–1543)
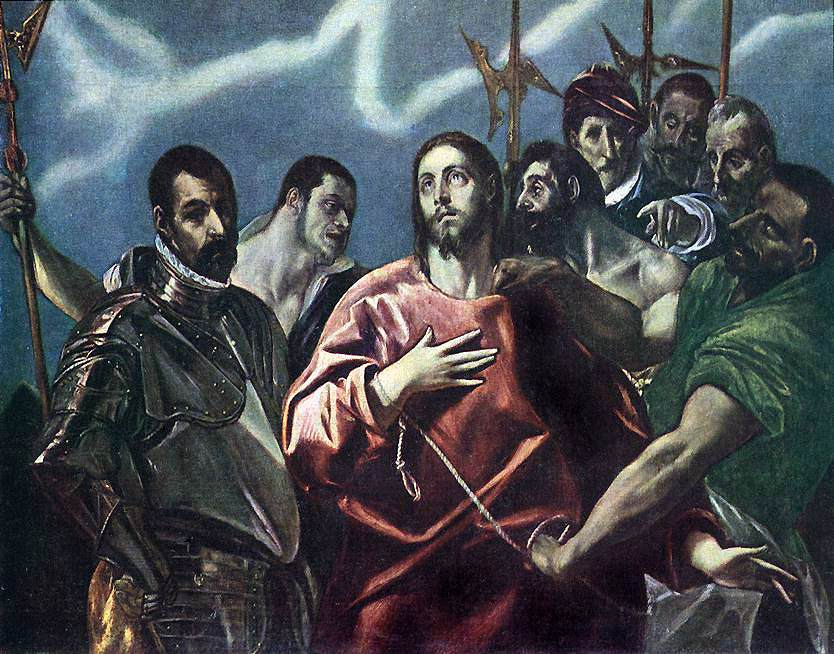
El Greco: El Espolio[17] (ca. 1600)
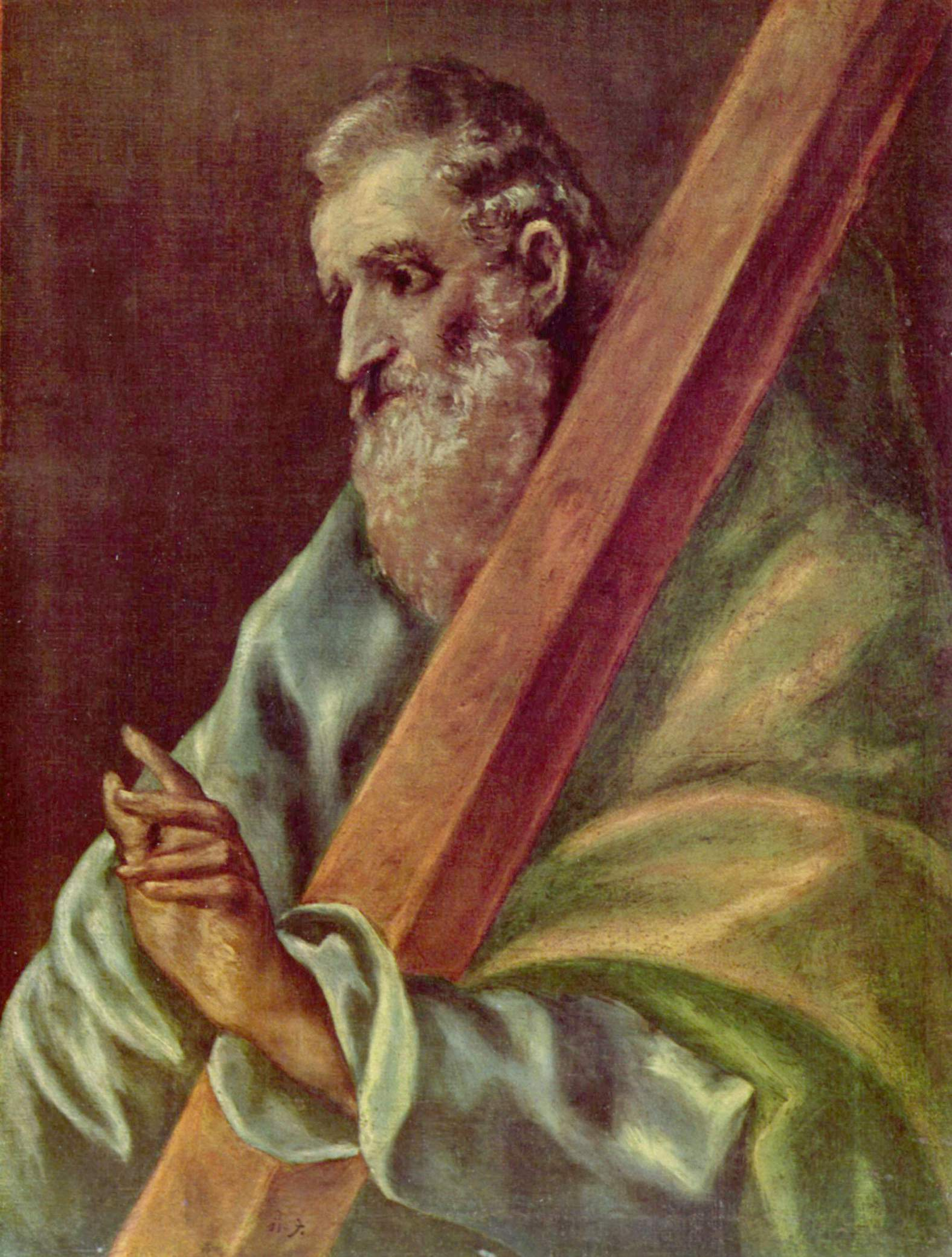
El Greco: Hl. Apostel Andreas (ca. 1610)
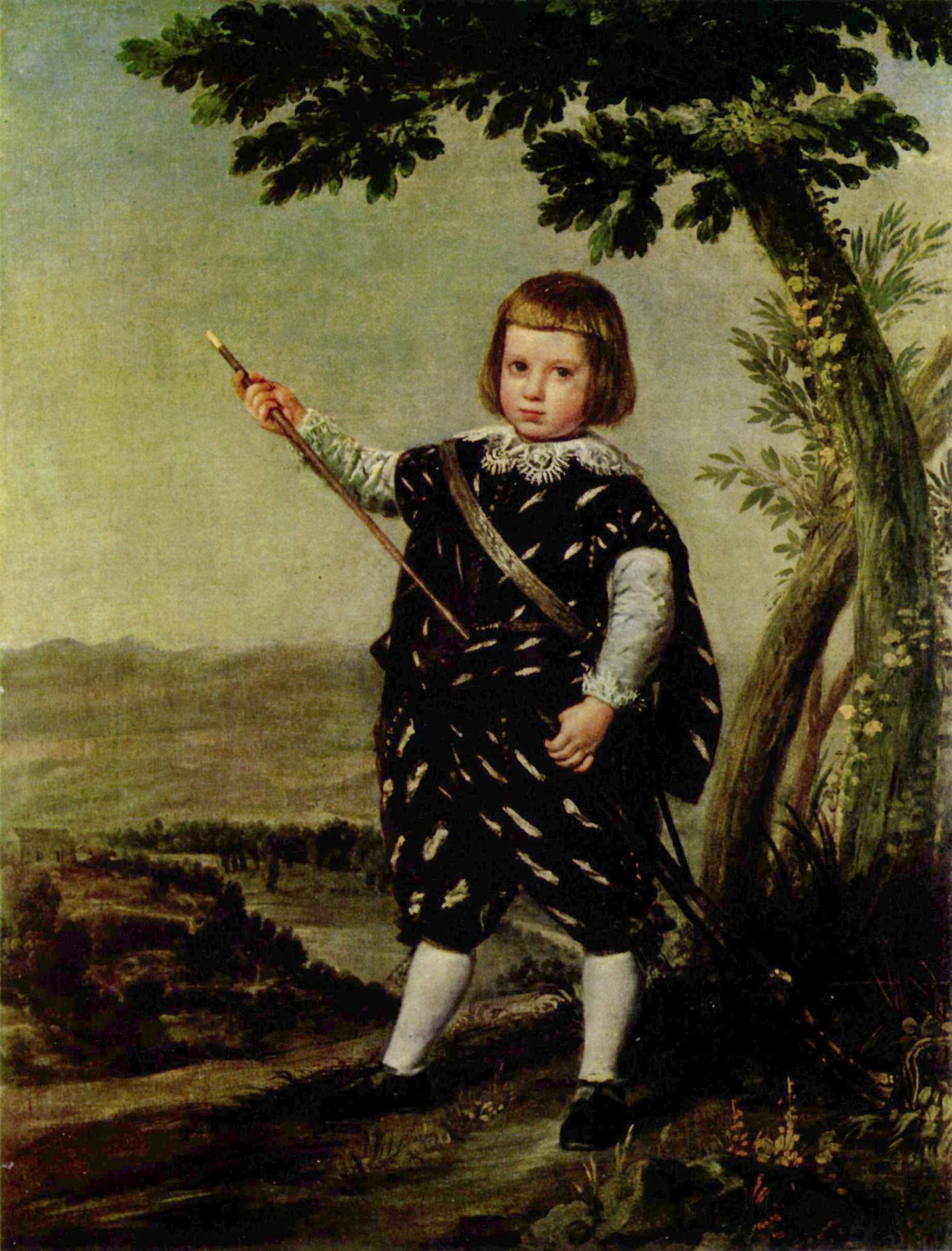
Martínez del Mazo: Porträt des Infanten Don Baltasar Carlos (ca. 1635)
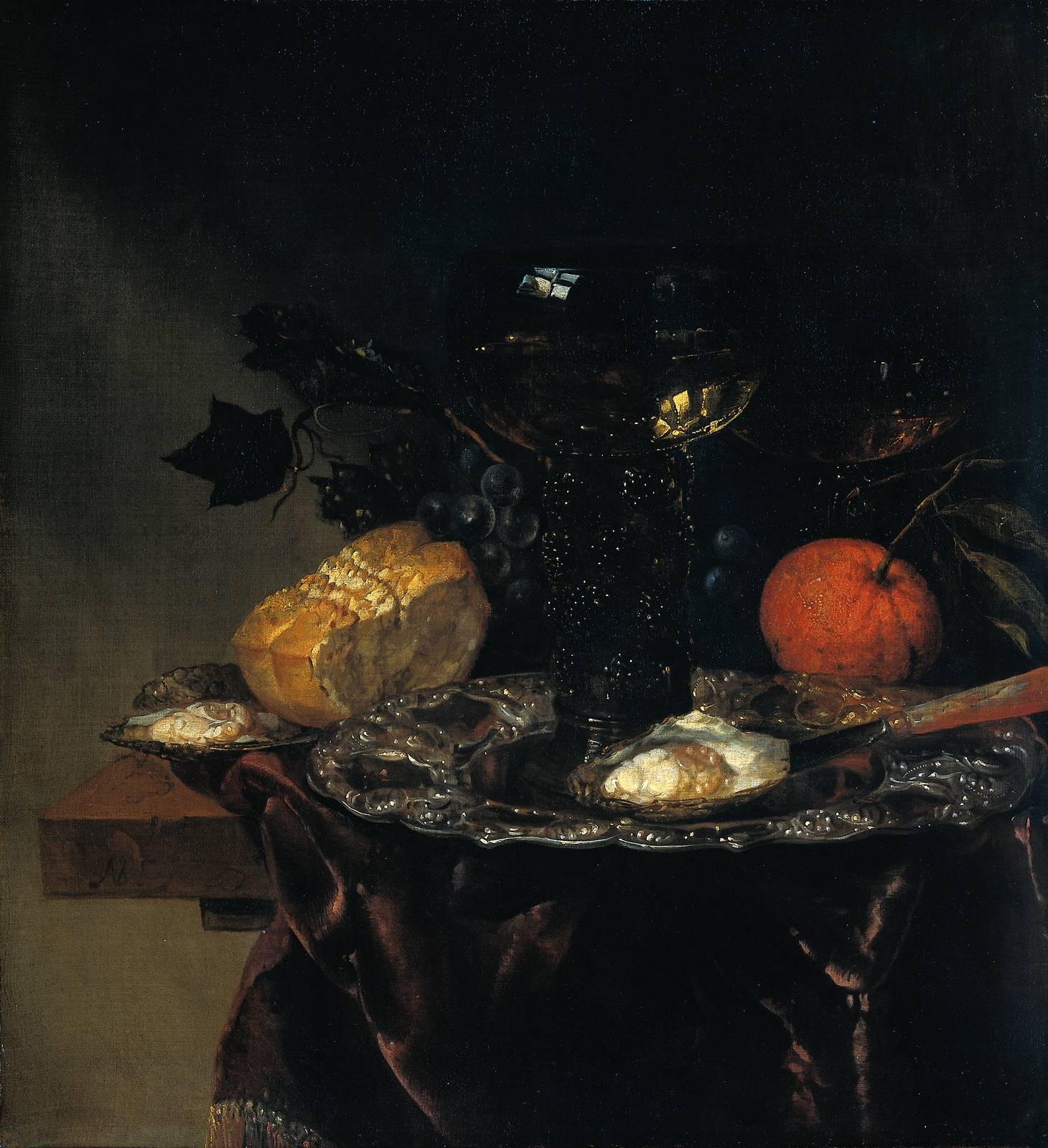
Abraham van Beijeren: Stillleben (1663–1669)
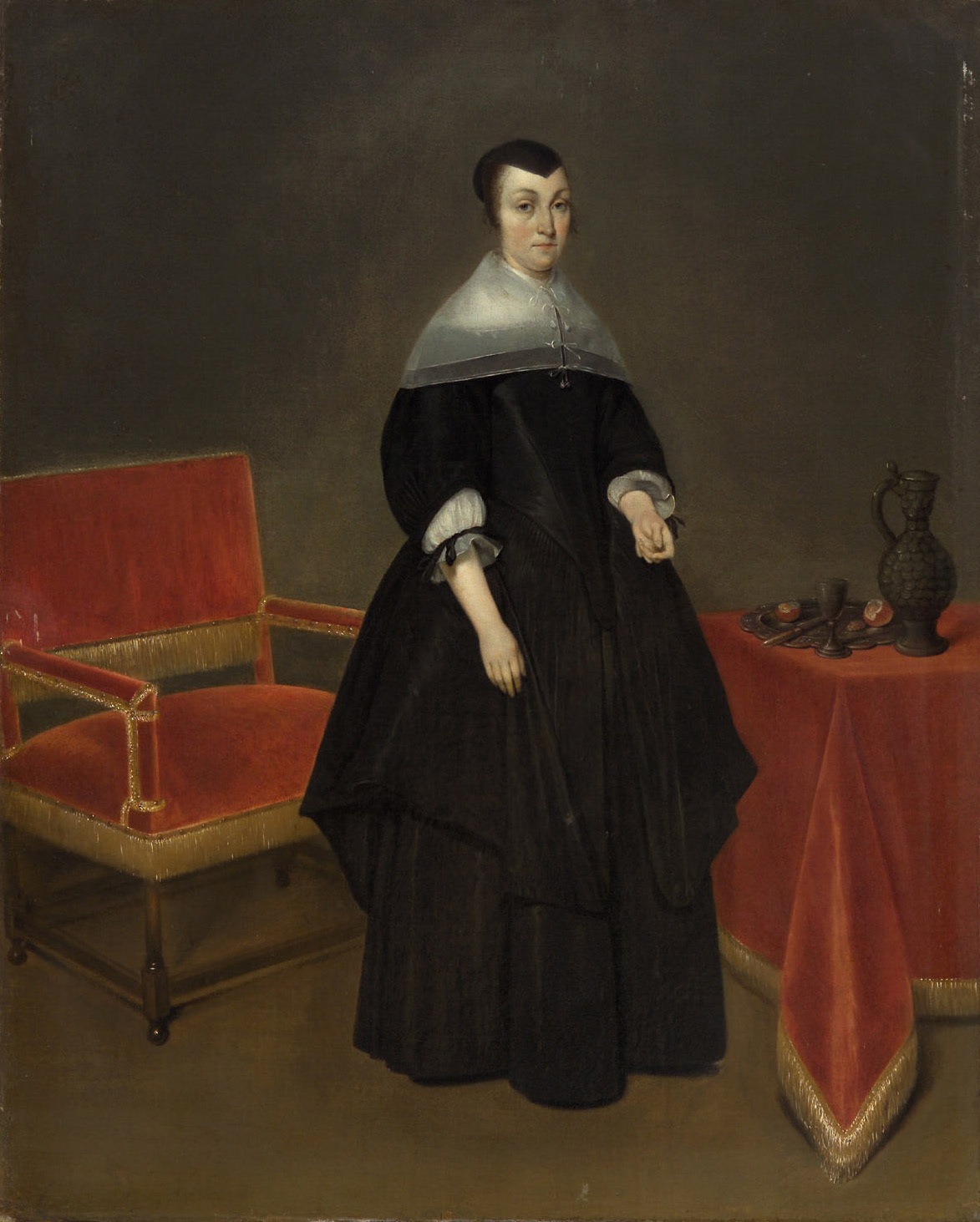
Gerard ter Borch d. J.: Hermana von der Cruysse (1667–1669)
Édouard Manet: La Rue Mosnier aux drapeaux oder: le 30 juin 1878, Rue de Berne (1878)
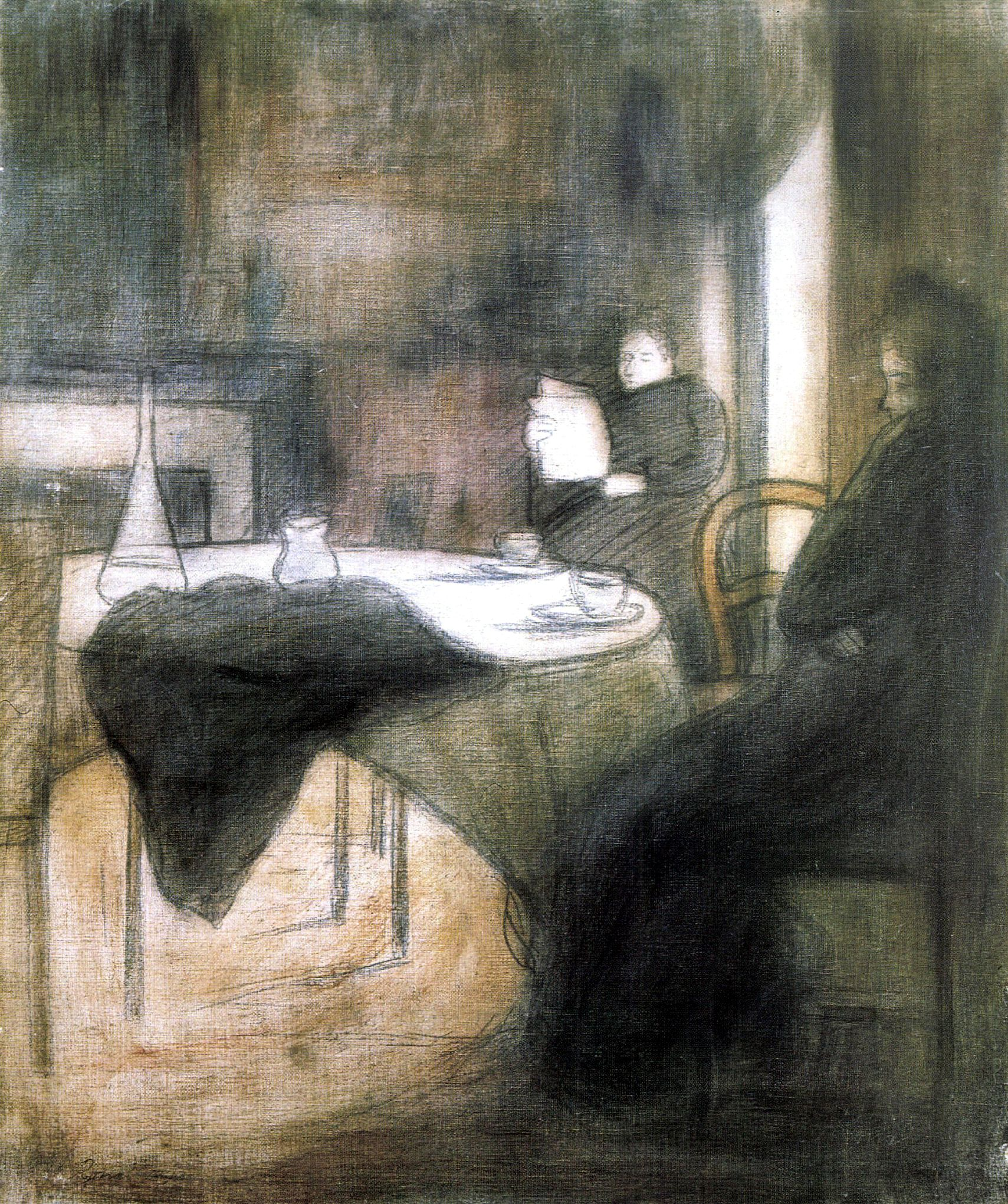
József Rippl-Rónai: Zwei klagende Frauen (1892)
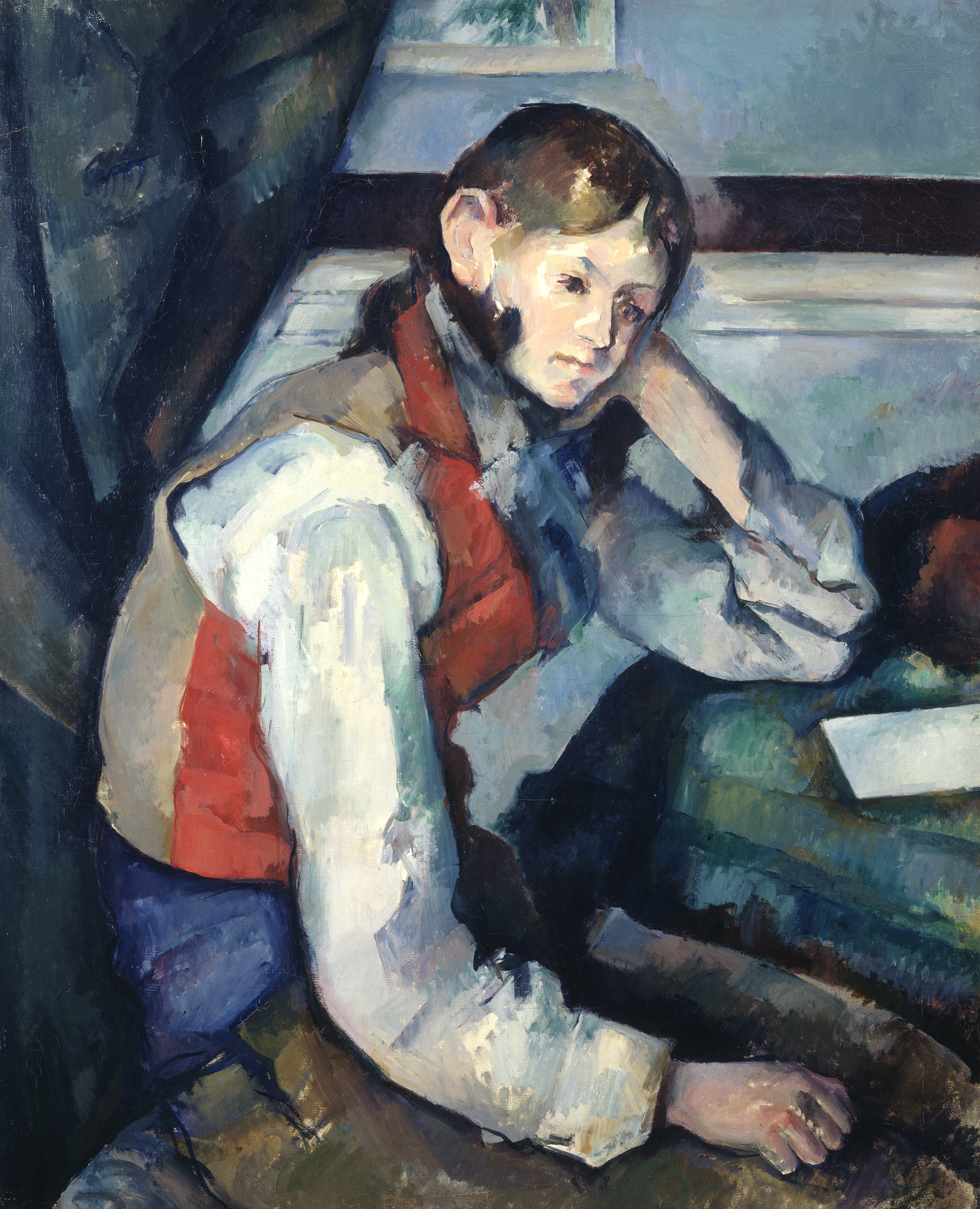
Paul Cézanne: Der Knabe mit der roten Weste (1894/95)